# プロライフ
プロライフ（英: pro-life）は、胎児の生命を尊重する立場で、生命の誕生を受胎（受精）を契機と考えて、妊娠継続や出産すると母体の生命に重大な危険が及ぶ場合と、胎児に致命的な異常がある場合以外の人工妊娠中絶を殺人とみなし、中絶せずにプロライフNPOや養親などへ養子に出すことを主張している。
人工妊娠中絶に反対する考え方を意味し、中絶容認派である「プロ・チョイス（選択）」と賛否が五分五分に二分しているアメリカ合衆国では、避妊ピルと養子縁組制度利用が普及している。

## 歴史
キリスト教徒の中には、正統的なキリスト教会は初代教会から一貫して人工妊娠中絶を殺人とみなして反対してきたとし、ごく初期のころから教会は人工妊娠中絶の罪に罰を与えたと主張する者も多い。
アメリカ合衆国では1970年3月に母体の生命を保護するために必要な場合を除いた妊娠中絶手術を禁止したテキサス州法が違憲であるとして、テキサス州ダラス郡の地方検事を訴えた訴訟であるロー対ウェイド事件を契機に中絶論争が全米で繰り広げられてきた。1973年に同事件を受けて、アメリカ合衆国最高裁判所は「州による中絶の制限」を否認し、妊娠24週頃までの人工妊娠中絶を「憲法上の権利」と認めた。　
1998年1月29日にはアラバマ州バーミンガムの妊娠中絶クリニックにて仕掛けられた爆弾が爆発し、2名の死傷者が出るなど、その時点で7名の死亡者が発表されている。ジェンダー研究者の緒方房子は他にも8割の郡に人工妊娠中絶が処置できる機関が存在しないことやプロチョイスを支持するクリントン政権下でも州で中絶禁止法が施行されたことなどを踏まえて、合衆国では過剰なまでに人工妊娠中絶が政治問題になっていると指摘している。
日本人はアメリカ軍やアメリカ映画、テレビで見たアメリカ中産階級の豊かな生活を模倣するために、胎児を出産すると生活水準が低下すると考え「経済的理由」に中絶したといわれる。
教皇ヨハネ・パウロ2世が1995年に出した回勅『いのちの福音』は、いのちの福音がイエス・キリストの教えの中核であり、神の永遠の律法は「殺してはならない」と命じていると教える。ヨハネ・パウロ2世はその中で、人工妊娠中絶は殺人であり、人工妊娠中絶と安楽死は「死の文化」であるとして反対した。教会法典は、中絶の罪に対し教会の宣告を待たずに自動的に破門になる伴事的破門制裁を定めている。1917年に教会法典あまりに大部分が複雑があるとして改定されて「新教会法典」となった際にも、この規定は残り、中絶した者と手助けした者が破門されることを確認している。
2009年11月、正教会・カトリック教会・福音派の指導者が「マンハッタン宣言」に署名した。この宣言は、人間の生命の神聖、結婚の尊厳、良心と信仰の自由を宣言し、人工妊娠中絶と性的罪、またそれを容認する勢力を退けている。この中で、2000年にわたって神のことばを宣言し、弱者を助けてきたクリスチャンの働きがあることを表明している。
2019年時点のアメリカの全州で最も厳格なプロライフ州の法律でも妊娠継続や出産が母体の生命に重大な危険が及ぶ場合と、胎児に致命的な異常がある場合には人工妊娠中絶を認めている。同年時点で胎児の自然流産さえも乳児や幼児の死を医療の怠慢であると地域医療のせいだと主張するものがプロライフにいるが、医者は自然流産の主な原因は胎児の染色体の欠陥だから医療では防げないと反論している。同年のアメリカ合衆国における国民世論調査では、プロライフ49%対プロチョイス46％と、ほとんど五分五分で若干プロライフが上回っている。
2022年6月24日、アメリカ合衆国最高裁判所は1973年の「ロー対ウェイド判決」を覆し、「中絶は深い道徳上の問題であり、中絶の権利は憲法に明記されておらず、歴史や伝統に根ざしているわけでもない。合衆国憲法は州が中絶を規制したり、禁止したりすることを禁じていない」と結論づけ、妊娠24週頃までの人工妊娠中絶を「憲法上の権利」と容認するかは国による全州一律の容認義務から州の個々の判断によるとする判決を下した。これによって、州議会議員の過半数の賛成で可決すればプロライフ州にもなることを選べることが再び合憲となったことで州ごとに中絶の制限するか容認するか決めることが出来るようになった。妊娠24週頃までの人工妊娠中絶の権利はアメリカ合衆国憲法による保障の効力を失効させた最高裁判所の判決を受け、中絶反対派が優勢な全米半数以上である26州が中絶の禁止や厳格化するプロライフ的な法制定に動くと報道されている。逆に中絶容認派が優勢な州では、中絶の認否は州の判断とした最高裁判所判決後のため、中絶を選ぶ権利を保護するとの州法が維持されるので今後も州内での中絶の権利は認められる。